# Rue Nicolaï
Ne doit pas être confondu avec Cour Nicolaï.
La rue Nicolaï est une voie située dans les quartiers de Bercy et Picpus du 12e arrondissement de Paris.

## Situation et accès
La rue Nicolaï est accessible à proximité par la ligne de métro 6 à la station Dugommier.

## Origine du nom
Son nom provient de la proximité de l'ancien château de Bercy qui appartenait à la famille Nicolaï.

## Historique
La voie est notamment indiquée sur le plan de Roussel datant de 1730. Elle fait ensuite partie de la route départementale 47. Située sur l'ancienne commune de Bercy, elle se composait de deux sections :
- rue de la Grange-aux-Merciers au sud de la rue de Charenton jusqu'à la Seine. Cette voie était l’axe principal du fief de la Grange-aux-Merciers. Le fief a été annexé, en 1624 au fief de Bercy [2].
- rue des Chemins-Verts entre la rue de Charenton et la rue des Meuniers.

En 1860, la commune de Bercy est rattachée en grande partie à Paris. Les deux voies sont classées dans la voirie parisienne en 1863 et réunies en 1865 sous le nom de « rue Nicolaï ». La rue est prolongée au nord de la rue des Meuniers, jusqu'au fond de l'actuelle impasse, à l'occasion de l'ouverture de la rue de Wattignies en 1866.
La rue allait à l'origine jusqu'à la Seine  et passait sous les voies ferrées au départ de la gare de Paris-Lyon de l'ouverture de la ligne en 1849 à 1880 mais le tronçon au sud de cette  voie ferrée a été compris dans l'extension des entrepôts de Bercy. Le passage sous la voie ferrée a été ensuite été supprimé et son tronçon sud-ouest  est devenu la Cour Nicolaï, rue particulière à l'intérieur de ces entrepôts. Son emplacement est celui de l'actuelle avenue des Terroirs de France.